# 나가이 겐지
나가이 겐지(일본어: 長井健司, 1957년 8월 27일 ~ 2007년 9월 27일)는 일본 에히메현 이마바리시 출신의 사진기자이다.
1989년부터 1990년대 초까지 텔레비전 뉴스 프로그램 감독으로 일했으며, 1997년부터 일본 AFP 통신의 계약 기자로서 활동하면서 이스라엘-팔레스타인 분쟁, 이라크 전쟁, 미국의 아프가니스탄 침공 등을 현지 취재한 경력이 있다. 2007년 9월 27일, 그는 태국 방콕에서 취재하던 도중에 미얀마 분쟁이 악화되자 이를 취재하기 위해 미얀마에 입국했다. 미얀마의 양곤에서 2007년 미얀마 반정부 시위 현장을 촬영하다 시위대를 진압하기 위해 투입된 군인이 발사한 총알을 흉부에 맞았지만 끝까지 카메라를 들고 사진을 찍으려고 하다가 사망했다. 일본 정부는 고의 사격 의혹을 주장하고 있으며, 미얀마 정부는 나가이 겐지의 사망에 대해 사과했다.
2007년 11월 29일 대한민국 서울 프레스센터에서 열린 '제2회 AJA 올해의 언론상' 수상식에서 수상자로 선정됐다.
그의 1주기의 다음날인 2008년 9월 28일, 마이니치 신문은 동사가 입수한 미얀마군의 기밀문서를 인용하여 군 당국이 병사들에게 시위 현장에 있는 카메라 소지자를 총으로 쏘도록 지시한 사실을 보도했다. 나가이에 대한 총격이 우발적인 것이 아닌, 미얀마군의 조직적인 지령에 의한 것임이 밝혀진 것이다.

## 같이 보기
- 아드리스 라티프 : 나가이의 사망 순간을 찍은 사진가